# Rolf Mulka
Rolf Mulka (n. 23 noiembrie 1927, Hamburg, Republica de la Weimar – d. 14 iulie 2012, Hamburg, Germania) a fost un iahtman ce a reprezentat Germania, medaliat olimpic. A participat la 2 ediții ale Jocurilor Olimpice (1956, 1960) în care a câștigat o medalie de bronz.